# Blok (periodiske system)
 For alternative betydninger, se Blok. (Se også artikler, som begynder med Blok)
En blok i det periodiske system er en samling af grundstoffer, som har det tilfælles at elektronen med den højeste energi i grundtilstanden, er i samme type orbital. Hver blok har navn efter orbitaltypen. 

## Bloktyper
- s-blokken - alkalimetaller, jordalkalimetaller, brint og helium.
- p-blokken - gruppe 13 - 18, bortset fra helium.
- d-blokken - samme grundstoffer som overgangsmetallerne.
- f-blokken - lanthanider og actinider.
- g-blokken - hypotetisk blok for de endnu ukendte grundstoffer 121 (unbiunium) til 138 (untrioctium)[1]